# Journal of Japanese Botany
Journal of Japanese Botany, (abreujat J. Jap. Bot.), és una revista amb il·lustracions i descripcions botàniques que és editada al Japó. Es publica des de l'any 1916 amb el nom de Journal of Japanese Botany. [Shokubutsu Kenkyu Zasshi]. Tòquio